# Huernia piersii
Huernia piersii es una especie de plantas de la familia Apocynaceae. Nativa de Sudáfrica en la Provincia del Cabo.

## Descripción
Huernia piersii es una planta suculenta con brotes erectos y densos que alcanzan un tamaño de hasta 5 cm de altura y tiene un diámetro de hasta 1,5 cm. En sección transversal, son 4 ángulos. Son de color verde opaco e irregular cubiertos de manchas de color púrpura. Las verrugas se separan y miden 1 a 2 mm de largo. La corola se dirige hacia arriba o hacia el exterior, el vástago puede ser de hasta 4 cm de largo, por lo general hasta 2,5 cm. Es verdoso a amarillento exterior, el interior de color crema a amarillento y tiene un diámetro de hasta aproximadamente 3,5 cm.  El tubo de la corola es de color marrón oscuro en la base, la parte superior alineado concéntricamente marrón (de color amarillo-crema de color de fondo), manchado de color marrón rojizo en las esquinas.  Inicialmente se produce bastante néctar, la corona por lo tanto, es inicialmente húmeda. Las polinias son de color marrón-amarillento.

## Taxonomía
Huernia piersii fue descrita por Nicholas Edward Brown y publicado en Flora Capensis 4(1): 909. 1909.